# Flärktjärnen, Hälsingland
Flärktjärnen är en sjö i Nordanstigs kommun i Hälsingland och ingår i Harmångersåns huvudavrinningsområde. Sjön har en area på 0,105 kvadratkilometer och ligger 105,6 meter över havet. Sjön avvattnas av vattendraget Harmångersån (Älgeredsån).

## Delavrinningsområde
Flärktjärnen ingår i det delavrinningsområde (687983-155643) som SMHI kallar för Ovan VDRID = Tjatjejukke i Harmångersåns vattendr*. Medelhöjden är 139 meter över havet och ytan är 2,16 kvadratkilometer. Räknas de 79 avrinningsområdena uppströms in blir den ackumulerade arean 700,74 kvadratkilometer. Avrinningsområdets utflöde Harmångersån (Kölån) mynnar i havet. Avrinningsområdet består mestadels av skog (82 procent). Avrinningsområdet har 0,14 kvadratkilometer vattenytor vilket ger det en sjöprocent på 6,6 procent.